# Leggadina lakedownensis
Leggadina lakedownensis là một loài động vật có vú trong họ Chuột, bộ Gặm nhấm. Loài này được Watts mô tả năm 1976.